# 1 Pułk Huzarów (austro-węgierski)

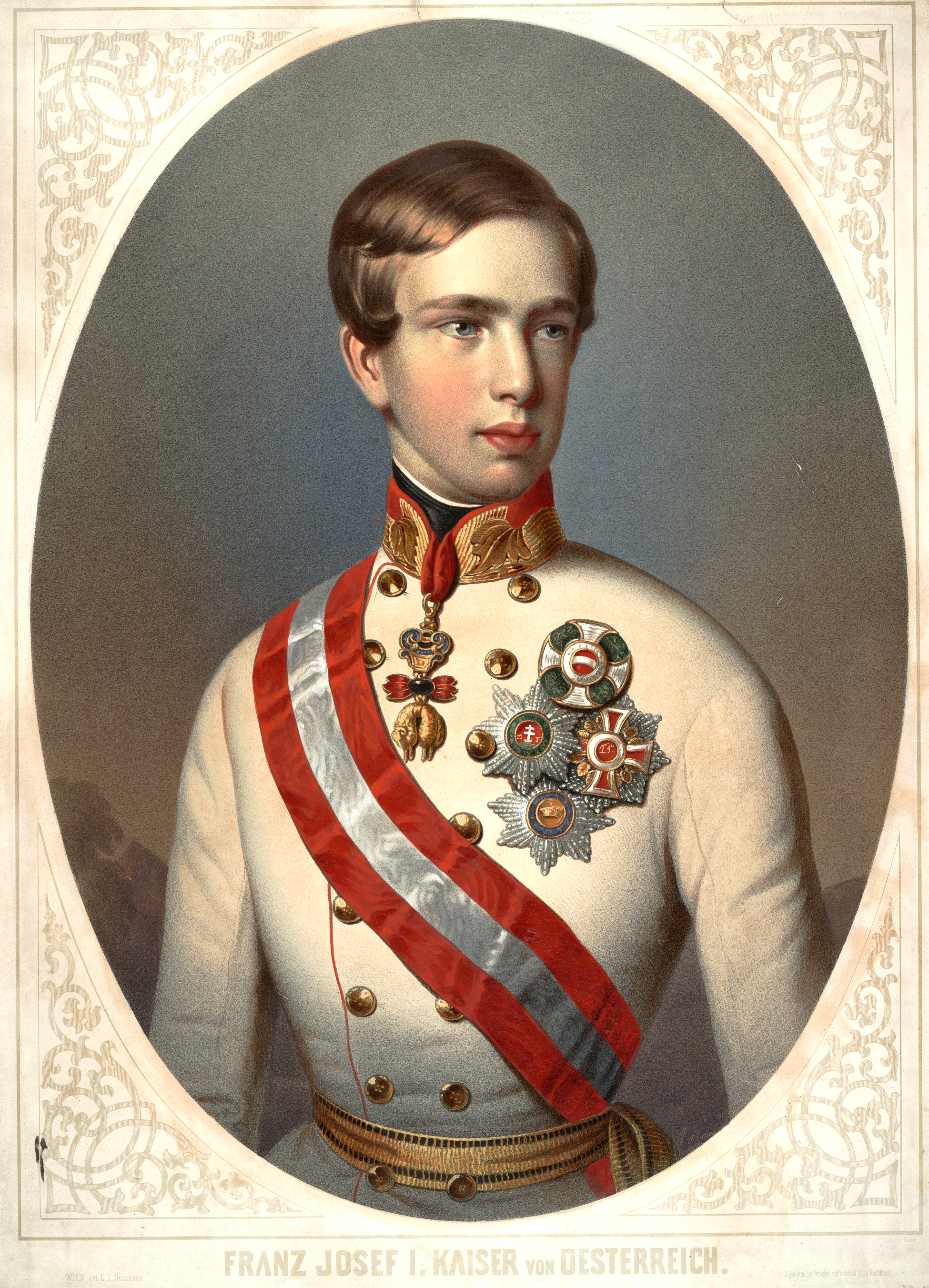
Cesarz Franciszek Józef I

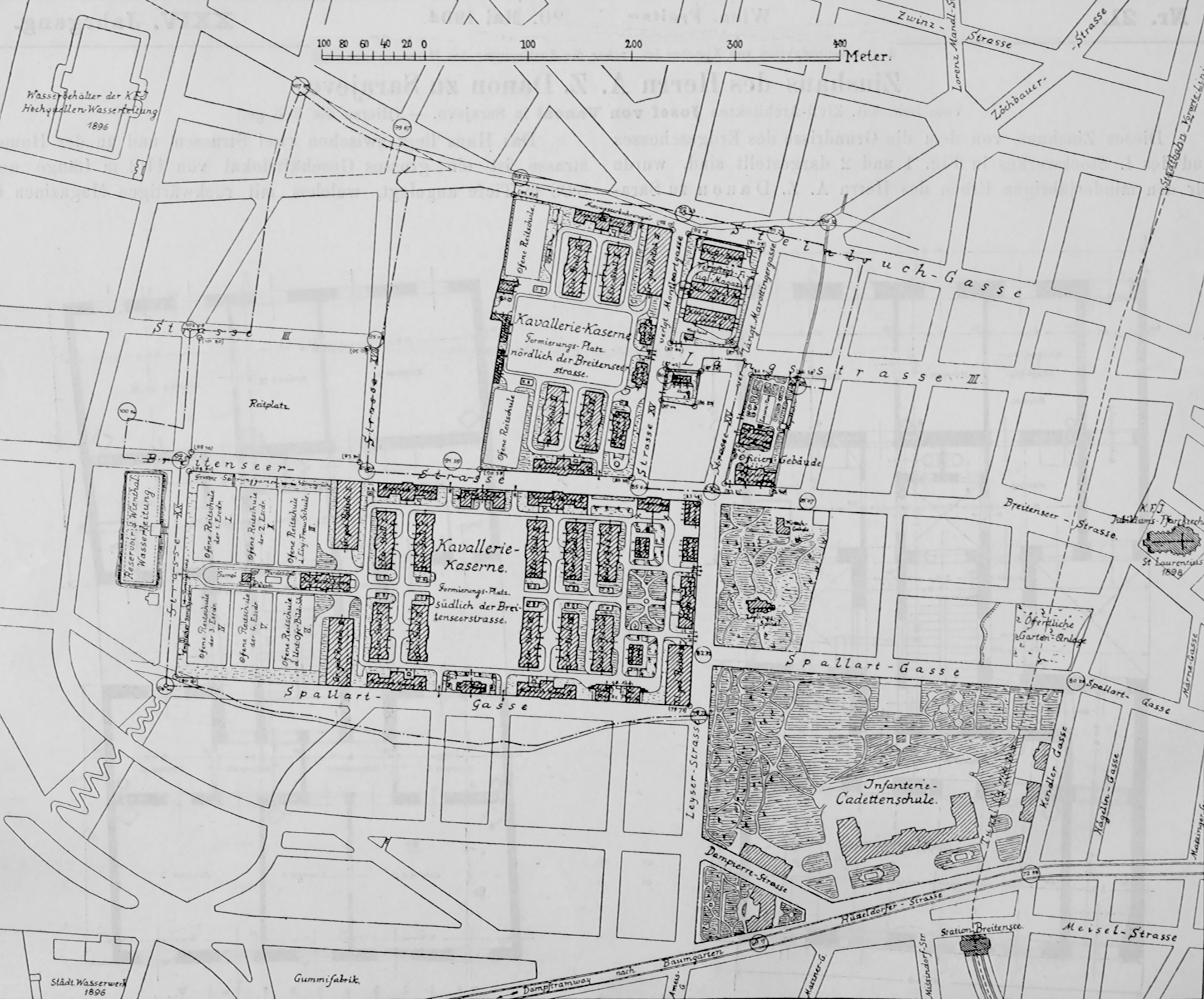
Plan koszar kawalerii Cesarza Franciszka Józefa

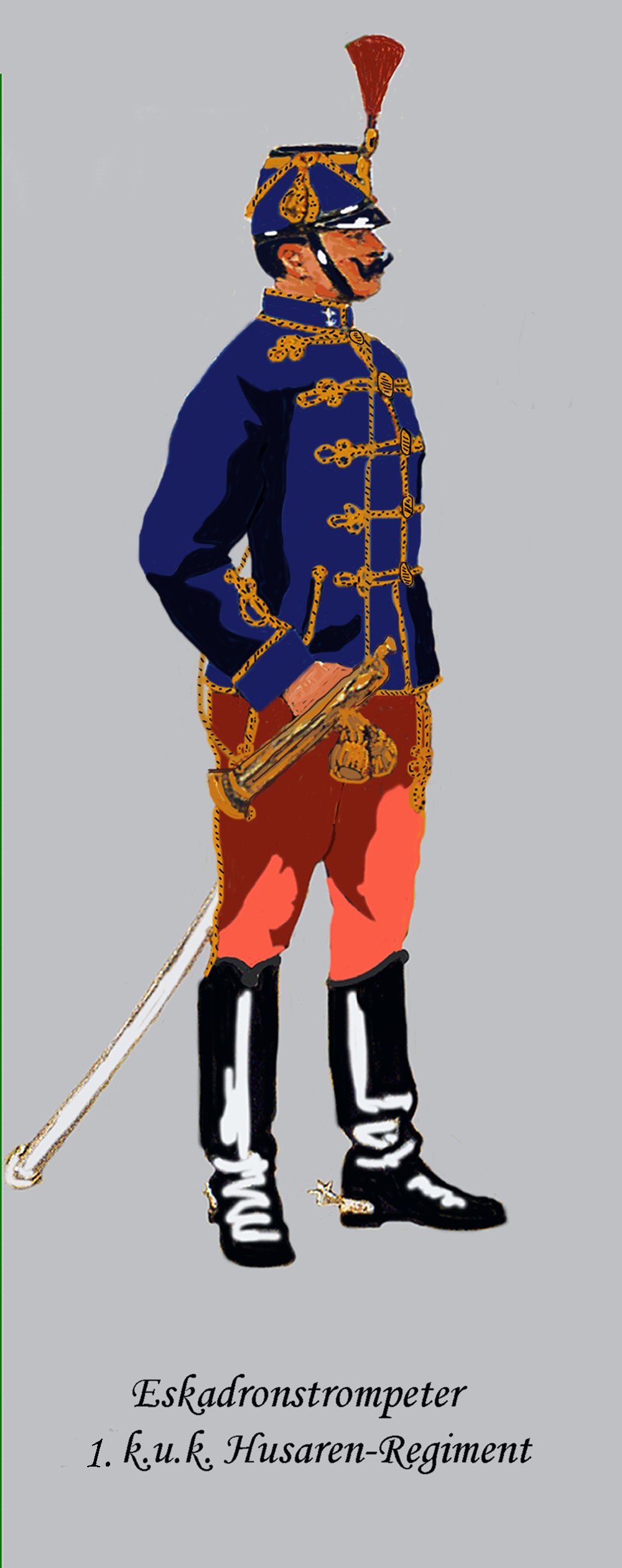
Trębacz szwadronowy HR. 1

Pułk Huzarów Cesarza Nr 1 (HR. 1) – pułk kawalerii cesarskiej i królewskiej Armii.

## Historia pułku
Pułk został utworzony w 1756 roku.
Swoje święto pułk obchodził 24 czerwca w rocznicę bitwy pod Custozą stoczonej w 1866 roku.
W latach 1866–1871 stacjonował w Tarnowie i wchodził w skład tamtejszej 3. Brygady należącej do XII Dywizji w Krakowie. Kadra zapasowa pułku stacjonowała w Szolnoku, w okręgu uzupełnień Węgierskiego Pułku Piechoty Nr 68.
W 1895 roku pułk razem z kadrą zapasową stacjonował w Braszowie (niem. Kronstadt, węg. Brassó) 12 Korpusu i wchodził w skład 12 Brygady Kawalerii. Pułk był uzupełniany przez 7 Korpus. W 1898 roku kadra zapasowa została przeniesiona na terytorium 7 Korpusu do Oradei (węg. Nagyvárad, niem. Großwardein).
W latach 1900–1908 pułk stacjonował na terytorium 12 Korpusu i nadal wchodził w skład 12 Brygady Kawalerii. Komenda pułku razem z 1. dywizjonem znajdowała się w Sybinie (niem. Hermannstadt), (węg. Nagyszeben), a 2. dywizjon w Mediaș (niem. Mediasch, węg. Medgesz). Kadra zapasowa pułku pozostawała w Oradei na terytorium 7 Korpusu.
W 1908 roku pułk został przeniesiony na terytorium 2 Korpusu i włączony w skład 17 Brygady Kawalerii. Stacjonował w ówczesnej XIII dzielnicy Wiednia, w koszarach kawalerii Cesarza Franciszka Józefa przy Breitenseerstrasse 61. Kadra zapasowa pułku nadal pozostawała w Oradei. Dyslokacja i podporządkowanie pułku nie uległo zmianie do 1914 roku.
Żołnierze nosili attylę ciemnoniebieską, a guzy do pętlic („oliwki”) były złote; czako –  ciemnoniebieskie.

## Organizacja pokojowa pułku
- Komenda
- pluton pionierów
- patrol telegraficzny
- Kadra Zapasowa
- 1. dywizjon
- 2. dywizjon

W skład każdego dywizjonu wchodziły trzy szwadrony liczące 117 dragonów. Stan etatowy pułku liczył 37 oficerów oraz 874 podoficerów i żołnierzy.

## Szefowie pułku
Szefami pułku byli kolejni cesarzowie Austrii (do 1806 roku – święci cesarzowie rzymscy):
- Franciszek I Lotaryński (1756 – †18 VIII 1765),
- Józef II Habsburg (1765 – †20 II 1790),
- Leopold II Habsburg (1790 –†1 III 1792),
- Franciszek II Habsburg (1792 – †2 III 1835),
- Ferdynand I Habsburg (1835 – 2 XII 1848 abdykował),
- Franciszek Józef I (od 1848)[1].

## Komendanci pułku
- płk Alexander Rigyitsky von Skrbestje (1866 – 1869)
- płk Alexander Erös von Bethlenfalva (1869 – 1874)
- płk Edmund Turkovits (– 1895)
- ppłk / płk August Littke (1895[11] – 1901 → komendant 20 Brygady Kawalerii[12])
- płk Ernst Unterrichter von Rechtenthal (1901[12] – 1906 → urlopowany)
- ppłk / płk Artur Peteani von Steinberg (p.o. 1906–1907 i kmdt 1907 – 1911 → komendant 4 Brygada Kawalerii[13])
- ppłk / płk Victor Ernst Gabriel Theodor von Mouillard (1911[14] – 1914[1])
- płk Arthur von Pongrácz (1915)